# 뷰티플콘서트
뷰티플콘서트는 음악활동으로 국내외 다양한 무대에서 문화교류와 나눔을 실천하며 2016년 7월에 UN 경제사회이사회(ECOSOC) 특별협의적지위를 취득한 문화외교 자선단체 (사)뷰티플마인드의 대표사업이다.

## 개요
뷰티플콘서트는 세계적인 수준의 장애인, 비장애인 연주자들이 국내외 다양한 무대에서 세계 각국의 전통 음악 교류와 클래식과 재즈, 국악, 크로스오버 등 다양한 장르의 음악으로 문화교류와 나눔을 실천하는 콘서트다. 
공연의 전 수익금은 지역사회에 환원하여 소외 계층을 위해 사용하며 모든 연주자들은 출연료를 기부함으로써 '대가를 바라지 않는 사랑'을 실천하는 뷰티플마인드의 취지에 동참하고 있다. 
뷰티플마인드는 설립이래 2023년까지 총 77개국 112개 지역에서 443회의 공연을 개최하였고, 해외 160여개의 소외계층 기관 및 시설에 기부금 및 구호물품을 전달하였다. 

## 주요 공연
2023년
- Beautiful Concert in Africa (요하네스버그 한인교회, 남아프리카공화국)
- '장애와 비장애간 차별없는 세상' 위한 뷰티플 뮤직 콘서트 (프리토리아대학홀, 남아프리카공화국)
- Beautiful Concert in Africa (프랑스문화원, 에스와티니)
- Africa Youth Orchestra Festival & Beautiful Concert in Eswatini (아프리카 찔로 엠파워먼트, 에스와티니)
- 장애인 초청 예배 및 뷰티플콘서트 (에스와티니 한인교회, 에스와티니)
- 한일친선한국음악회 (야마가타현 오네자와시 오키타마 문화홀, 일본)
- 한일친선한국음악회 (야마가타현 동북문교대학 조호쿠 고등학교, 일본)

2019년
- Beautiful Mind Charity 12th Anniversary (충무아트센터 컨벤션홀, 한국)
- 뷰티플마인드 시네 콘서트 (롯데콘서트홀, 한국)
- 2019 Beautiful Mind Music Academy Concert (SOTA Concert Hall, 싱가포르)
- 라이나 전성기재단 꿈의 무대 공연 (라이나 생명 본사, 한국)
- UN SDG 4.2 연합 학술대회 초청공연 (서울 대한상공회의소, 한국)
- 2019 Beautiful Mind Music Academy Concert (세라믹팔레스홀, 한국)
- FAITH&WORK 초청공연 (연세대학교, 한국)
- 민,관 사회복지실무자 시네 콘서트 (송파구민회관 예술극장, 한국)
- 한-짐 수교 25주년 기념 음악회 (Reps Theatre, Harare, 짐바브웨)
- 한-잠비아 친선 음악회 (Mulungushi International Conference Centre, 잠비아)
- 찾아가는 음악회 (Monument Park High School, 남아공)
- 한-남 친선 음악회 (Cape Town Korean Church, 남아공)
- 한-남 친선 음악회 (Johannesburg Korean Church, 남아공)
- 호치민 국경일 행사 (호치민 인터컨티넨탈 사이공, 베트남)
- 센다이 국경일 행사 축하음악공연 (센다이 국제호텔, 베트남)
- 2019 대한민국 국경일 리셉션 (시안 샹그릴라호텔 2층 연회장, 중국)
- 한국-일본 친선 교류콘서트 및 찾아가는 음악회 (야마가타현 캐슬호텔, 일본)

2018년
- Beautiful Concert in Japan (갓스이 여자대학교 Higashi Yamate 캠퍼스, 일본)
- Beautiful Concert in Japan (갓스이 여자대학교 Omura 캠퍼스, 일본)
- Beautiful Concert in Japan (미나토 메디컬센터, 일본)
- Beautiful Concert in Japan (갓스이 여자대학교, 일본)
- Beautiful Mind Charity 11th Anniversary (충무아트센터 컨벤션홀, 한국)
- Beautiful Concert in Cambodia (프놈펜 왕립대학교, 캄보디아)
- Beautiful Concert in Cambodia (프놈펜 다일공동체, 캄보디아)
- 2018 Beautiful Mind Music Academy Concert (SOTA Concert Hall, 싱가포르)
- 장애인의 날 기념 Global Talk Concert (CTS Hall, 한국)
- Beautiful Concert for Love&Peace (JCC아트센터 콘서트홀, 한국)
- 2018 Beautiful Mind Music Academy Concert (세라믹팔레스홀, 한국)
- Beautiful Concert in New Zealand (St. Andrews, 뉴질랜드)
- Beautiful Concert in New Zealand (Titahi International School, 뉴질랜드)
- Beautiful Concert in New Zealand (Kemp Home and Hospital, 뉴질랜드)
- Beautiful Concert in New Zealand (Amesbury School, 뉴질랜드)
- Beautiful Concert in New Zealand (Soup Kitchen, 뉴질랜드)
- Beautiful Concert in New Zealand (Pinehurst School, 뉴질랜드)
- Beautiful Concert in New Zealand (University of Auckland, 뉴질랜드)
- Beautiful Concert in New Zealand (Morningcalm Church, 뉴질랜드)
- Beautiful Concert in Africa - 나눔 공연 (Centre d'asseuil pour Enfants en difficultes sociales d'ANGONDJE, 가봉)
- Beautiful Concert in Africa - 메인 공연 (Ecole Ruban Vert, 가봉)
- Beautiful Concert in Africa - 나눔 공연 (Hospital Albert-Schweitzer, 가봉)
- Beautiful Concert in Africa - 국경일행사 (Radisson Blu Okume palace Hotel, 가봉)
- Beautiful Concert in Africa - 나눔 공연 (명성한인교회, 에티오피아)
- Beautiful Concert in Africa - 국경일행사 (Sheraton Addis, 에티오피아)
- Beautiful Concert in Africa - 나눔 공연 (Myungsung Christian Medical Center, 에티오피아)
- Beautiful Vision Concert (그랜드하얏트호텔, 그랜드블룸, 한국)

2017년
- 2016 우인아트홀 영재콘서트 (우인아트홀, 한국)
- Beautiful Friends Concert (Instituto Culturale Coreano, 이탈리아)
- Beautiful Friends Concert (Villa Glory, 이탈리아)
- Beautiful Friends Concert (St. Joseph University, 레바논)
- Beautiful Friends Concert (UNESCO, 레바논)
- Beautiful Friends Concert (SOS 고아원, 레바논)
- 뷰티플마인드 설립 10주년 기념식 (충무아트센터 컨벤션홀, 한국)
- 이화와 함께 하는 Beautiful Mind, Beautiful Concert (마리아칼라스홀, 한국)
- 싱가포르 Beautiful Mind Music Academy Concert (SOTA, 싱가포르)
- 2017중국문화주간-중한문화교류시즌 "우리의 명절" 단오절민속문화체험 (중한중국문화원 다목적홀, 한국)
- 2017 Beautiful Mind Music Academy Concert (이화여대 리사이틀홀, 한국)
- Beautiful Concert (히로사키 대학교, 일본)
- 아오모리 지역 장애인과 노인 대상 나눔 공연 (아오모리, 일본)
- 서울남부구치소와 함께 하는 Beautiful Concert (서울남부구치소, 일본)
- Beautiful Friends Concert (A1.W.M Learning Academy, 필리핀)
- Beautiful Friends Concert (Cosmo Medical INC, 필리핀)
- 풀무원로하스 (풀무원 로하스 아카데미, 한국)
- Beautiful Action Concert (호치민 투득 시각장애인학교, 베트남)
- Beautiful Action Concert (티 응애 지체장애인시설, 베트남)
- Beautiful Action Concert (투득 침례교회, 베트남)
- Beautiful Friends Concert in Africa (다일공동체, 탄자니아)
- Beautiful Friends Concert in Africa (한인교회, 탄자니아)
- Beautiful Friends Concert in Africa (Salvation Army Primary School, 탄자니아)
- Beautiful Friends Concert in Africa (다르에스살람 하얏트, 탄자니아)
- Beautiful Friends Concert in Africa (University of Botswana, 보츠와나)
- Beautiful Friends Concert in Africa (Open Window School, 남아공)
- Beautiful Friends Concert in Africa (프레토리아 사랑의 교회, 남아공)
- 인천구치소 (인천구치소, 한국)
- 2017 12th Beautiful Vision Concert (그랜드하얏트호텔, 그랜드블룸, 한국)

2016년
- 서울신학대학교 금요채플공연 (서울신학대학교, 한국)
- 제9회 아산의학상 시상식 축하공연 (그랜드하얏트호텔 그랜드블룸, 한국)
- 콜롬비아 한국-콜롬비아 수교 기념 공연 (콜롬비아)
- Beautiful Concert Celebration of CRPD 10 (뉴욕UN본부, 컨퍼런스 빌딩, 미국)
- Beautiful Concert Celebration of CRPD 10 (Palisades Park Senior Activity Center, 미국)
- 2016 충무아트센터와 함께 하는 Beautiful Mind Music Academy Concert (충무아트홀 컨벤션센터, 한국)
- 2016 뷰티플마인드 여름음악캠프 (충북괴산 로하스아카데미, 한국)
- 풀무원로하스 Beautiful Mind Concert (로하스아카데미 대강의실, 한국)
- Beautiful Friends Concert 2016 en Guatemala (Teatro Abril Zone1, 과테말라)
- Beautiful Friends Concert 2016 en Guatemala (Villa de Nina, 과테말라)
- Beautiful Friends Concert 2016 en Guatemala (한인교회, 과테말라)
- Beautiful Concert  2016 Rio Paralympic Official Celebra Mark (평창동계올림픽 홍보관, 브라질)
- Beautiful Concert   2017 Rio Paralympic Official Celebra Mark (리우 패럴림픽 공식행사, 브라질)
- 상파울루 문화교류 콘서트 (Musen de Casa Brasileira, 브라질)
- Beautiful Concert  2017 Rio Paralympic Official Celebra Mark (AACD 어린이병원, 브라질)
- 2016 세종문화회관 시민예술제 (세종문화회관 체임버홀, 한국)
- Beautiful friends concert (민스크 Dvorets kultury Profsoyouzov, 벨라루스)
- Beautiful friends concert (민스크 제 1학교, 벨라루스)
- Beautiful friends concert (장애인복지기관 Jungla Branch, 라트비아)
- Beautiful friends concert (성 베드로 교회, 라트비아)
- 목포지역 어르신을 위한 Beautiful Friends Concert (목포이랜드복지관, 한국)
- 목포지역사회 신입직원 조직 활성화 적응과정 강연 및 공연 (신안비치호텔, 한국)
- 진주주민 초청 사랑의 음악회 Beautiful Concert for Love&Peace (진주교회, 한국)
- 2016 Beautiful Vision Concert (워커힐 VISTA Hall, 한국)
- Beautiful Mind Chamber Concert (Centre pedadodique des Pagodes, 벨기에)
- 2016 네덜란드 한인 송년 음악회 (Amstelbolgh, Borchland, 네덜란드)

2015년
- 인도네시아 나눔 콘서트 및 마스터클래스 (Jakarta International Korean School, 인도네시아)
- 인도네시아 나눔 콘서트 및 마스터클래스 (Jakarta International School, 인도네시아)
- 인도네시아 나눔 콘서트 Grand Charity Concert (Jakarta International School, 인도네시아)
- MUSIC MOVEMENT Cross-Cultural Music Festival (Fine Art Theater JIS, 인도네시아)
- Beautiful Harmony Concert for Love&Peace (AGAPE School, 인도)
- Beautiful Harmony Concert for Love&Peace (Pathways School, 인도)
- Beautiful Harmony Concert for Love&Peace (한국문화원 " Tea Time Concert ", 인도)
- Beautiful Harmony Concert for Love&Peace (Spring club, 인도)
- Beautiful Harmony Concert for Love&Peace (Dhrubabazar lifeline church, 인도)
- Beautiful Harmony Concert for Love&Peace (Dokhin Mahindrapur High School, 인도)
- Beautiful Harmony Concert for Love&Peace (다스빠라 학교, 인도)
- Beautiful Harmony Concert for Love&Peace (AGAPE Church, 인도)
- Beautiful Harmony Concert for Love&Peace (Korea Cultural School, 인도)
- 2015 장애인과 함께 하는 희망 나눔 안산밀알콘서트 뷰티플마인드 초청공연 (안산동산교회 1층, 한국)
- Beautiful Mind Beautiful Concert (Theatro Nacional Manuel Bonilla , 온두라스)
- 찾아가는 콘서트 (SOS마을, 온두라스)
- 장애인복지기관 봉사연주 (Hogar Padre Vito Guarato, 엘살바도르)
- Beautiful Mind Concietro de Bella Amisted en El Salvador (Auditorium FEPADE, 엘살바도르)
- Beautiful Mind Concietro de Bella Amisted en El Salvador (산티아나 극장, 엘살바도르)
- 1st Beautiful Mind Korean Academy Concert (Korean Church 2F, 싱가포르)
- 2015 Beautiful Harmony Concert (광저우 외국어예술학교, 중국)
- 찾아가는 콘서트 (선전 롱강구 특수아동센터, 중국)
- 찾아가는 콘서트 (선전 롱강구 양로원, 중국)
- Beautiful Harmony Concert for Love&Peace (선전 시샤회당, 중국)
- 2015 충무아트홀과 함께 하는 Beautiful Mind Music Academy Concert (충무아트홀 컨벤션센터, 한국)
- 유라시아 실크로드 친선특급 행사공연 및  한-러수교 25주년 기념공연 (블라디보스톡 연해주립필하모닉, 러시아)
- Beautiful Friends Concert for Love&Peace (블라디보스톡 어린이 결핵병원, 러시아)
- Beautiful Friends Concert for Love&Peace (블라디보스톡 전쟁유공자 양로원, 러시아)
- 로하스 숲 속의 음악회 (로하스아카데미 대강의실, 한국)
- 캄보디아 해외봉사 밥퍼 및 공연봉사 (씨엠립 다일공동체 밥퍼, 캄보디아)
- 캄보디아 해외봉사 빵퍼 및 공연봉사 (쓰룩뿌억 지뢰피해자마을 다일교회, 캄보디아)
- 뷰티플마인드 뮤직아카데미 여름음악캠프 (포천 아도니스 리조트, 한국)
- 2015 탈북청소년돕기 자선음악회 (세종문화회관 대극장, 한국)
- 2015 한국학 콘서트 해양문화와 인문정신 (국립해양박물관, 한국)
- 광복 70주년 기념 국제학술회의 (인터컨티넨탈 서울 코엑스, 한국)
- 제6회 영월군 사회복지대회 (영월문화예술회관, 한국)
- 2015 마음의 눈, 열리는 콘서트 (서울 홍성교회 크라운홀, 한국)
- KB금융그룹과 함께 하는 Beautiful Mind Concert (이화여대 김영의홀, 한국)
- 제 20회 faculty Noon Concert (이화여대 중강당, 한국)
- 2015 Beautiful Vision Concert (워커힐 VISTA Hall, 한국)
- Beautiful Friends Concert for Love&Peace (카트만두 최대 빈민촌 야외천막, 네팔)
- Beautiful Friends Concert for Love&Peace (카트만두 지진피해지역 교회, 네팔)
- Beautiful Friends Concert for Love&Peace (카트만두 한인교회, 네팔)

- Beautiful Friends Concert for Love&Peace (버티켈 지역아동센터, 네팔)

2014년
- New Year's Beautiful Concert for Love&Peace (한센인교회 GEREIA MARANTHA, 인도네시아)
- New Year's Beautiful Concert for Love&Peace (자카르타교회, 인도네시아)
- New Year's Beautiful Concert for Love&Peace (Usmar Ismail Hall, 인도네시아)
- New Year's Beautiful Concert for Love&Peace (딜리 GMT, 동티모르)
- New Year's Beautiful Concert for Love&Peace (딜리 Liquica Cassit, 동티모르)
- New Year's Beautiful Concert for Love&Peace (딜리 성당, 동티모르)
- Beautiful Concert for Love&Peace (Makerere University, 우간다)
- Beautiful Concert for Love&Peace (Banulule Primary School, 우간다)
- Beautiful Concert for Love&Peace (International School of Uganda, 우간다)
- Beautiful Concert for Love&Peace (캄팔라 Africa Institute of Music, 우간다)
- 제 7차 세계물포럼 당사자 준비총회 문화공연 (경주 힐튼 호텔 그랜드볼룸, 한국)
- 싱가포르 뷰티플마인드 2주년 기념과 뮤직아카데미 사업 시작 축하공연 (SOTA Concert Hall, 싱가포르)
- 뷰티플마인드 공연 (나눔과 섬김의 교회, 싱가포르)
- 뷰티플마인드 공연 (싱가포르 한인교회, 싱가포르)
- 뷰티플마인드 공연 (테구시갈파 Teleton 재활치료원, 온두라스)
- Concierto de Bella Armonia para Bellas Personas (Teatro Nacional Manuel Bonilla, 온두라스)
- Beautiful Mind Beautiful Concert (Auditorium FEPADE, 엘살바도르)
- Sara Zaldivar 봉사연주 (산살바도르 Sara Zaldivar 요양원, 엘살바도르)
- 한중 문화의 밤(음악) (타작마당, 한국)
- Beautiful Mind Beautiful World (뉴욕UN본부 컨퍼런스 빌딩, 미국)
- Beautiful Mind Beautiful World (뉴욕 밀알학교, 미국)
- Beautiful Mind Beautiful World (뉴저지 초대교회, 미국)
- Beautiful Mind Beautiful World (뉴욕 온누리교회, 미국)
- Beautiful Mind Beautiful World (뉴욕 현지 양로원, 미국)
- 2014 Beautiful Mind Music Academy Concert (충무아트센터 컨벤션홀, 한국)
- Beautiful Mind Beautiful Concert (코펜하겐 Egmont Hejskolen, 덴마크)
- Beautiful Mind Beautiful Concert (코펜하겐 장애인협회 보유시설, 덴마크)
- Beautiful Mind Beautiful Concert (스톡홀름 Danvikshem 노인요양시설, 스웨덴)
- Beautiful Mind Beautiful Concert (스톡홀름 임마누엘 교회, 스웨덴)
- 뷰티플마인드 뮤직아카데미 여름음악캠프 (포천 아도니스 리조트, 한국)
- 한중 문화의 밤(미술) (타작마당, 한국)
- Beautiful Mind Beautiful Concert (The state Conservatory of Uzbekistan, 우즈베키스탄)
- 국립음대 Main Concert (우즈벡 국립음대 콘서트홀, 우즈베키스탄)
- 아리랑요양원 찾아가는 콘서트 (타쉬켄트 아리랑요양원, 키르키즈스탄)
- SOSI School 미니콘서트 (SOSI School, 키르키즈스탄)
- 찾아가는 콘서트 (이바노프카 마을, 키르키즈스탄)
- 한국의 날 콘서트 (필하모니아극장, 키르키즈스탄)
- Every Woman Every Child, Act Now! 자선행사 초청공연 (MCM성주빌딩, 한국)
- SFC와 함께 하는 Beautiful Mind Concert (SFC, 한국)
- GFC와 함께 하는 Beautiful Mind Concert (GFC, 한국)
- 한국학 뷰티플마인드 콘서트 (한국학중앙연구원, 한국)
- KB금융그룹과 함께 하는 Beautiful Mind Concert (이화여대 김영의홀, 한국)
- 뷰티플 나눔 콘서트 (대연성결교회, 한국)
- 2014 Beautiful Vision Concert (서울 워커힐 VISTA, 한국)
- 찾아가는 공연 (LWAH 장애인 센터, 레바논)
- 동명부대 위문 공연 (동명부대, 레바논)
- 찾아가는 공연 (Saint-Jude 소아 암센터, 레바논)
- 찾아가는 공연 (Al-Hussein Cultural Center, 요르단)
- 찾아가는 공연 (가톨릭성당, 요르단)
- 찾아가는 공연 (자타리 난민 보호시설 교회, 시리아)
- 찾아가는 공연 (난민 자타리 캠프, 시리아)

2013년
- New Year's Beautiful Concert for Love&Peace (Gedung Matahari Terbit, 동티모르)
- New Year's Beautiful Concert for Love&Peace (카이로 오페라하우스 스몰홀, 이집트)
- New Year's Beautiful Concert for Love&Peace (카이로 어린이 암병원, 이집트)
- New Year's Beautiful Concert for Love&Peace (Cairo American College, 이집트)
- New Year's Beautiful Concert for Love&Peace (American College of Beirut, 레바논)
- New Year's Beautiful Concert for Love&Peace (베이루트 동명부대, 레바논)
- New Year's Beautiful Concert for Love&Peace (베이루트 아사드 문화센터, 레바논)
- New Year's Beautiful Concert for Love&Peace (베이루트 사회복지센터, 레바논)
- 기아대책기구와 함께 하는  뷰티플마인드 동일본 쓰나미 2주기 희망콘서트 (센다이 나토리지역 마도카 시설, 일본)
- 기아대책기구와 함께 하는   뷰티플마인드 동일본 쓰나미 2주기 희망콘서트 (센다이 쯔도이노이에 코펠 장애인 시설, 일본)
- 기아대책기구와 함께 하는   뷰티플마인드 동일본 쓰나미 2주기 희망콘서트 (센다이 국제예술센터 콘서트홀, 일본)
- Beautiful Harmony Concert for Love&Peace (Cultural Hall of National Museum, 바레인)
- Beautiful Harmony Concert for Love&Peace (University of Bahrain, 바레인)
- Beautiful Harmony Concert for Love&Peace (Grand Hall, Bahrain School, 바레인)
- Beautiful Harmony Concert for Love&Peace (바레인 대사관, 바레인)
- Beautiful Harmony Concert for Love&Peace (바레인 특수학교, 바레인)
- 9th Emirates International Peace Music Festival (푸자이라 Cultural Center Auditorium, UAE)
- 9th Emirates International Peace Music Festival (두바이 American School  of Dubai Auditorium, Barsha, UAE)
- 9th Emirates International Peace Music Festival (아부다비 Breakwater Theatre, UAE)
- 9th Emirates International Peace Music Festival (두바이 American School  of Dubai Auditorium, Barsha, UAE)
- 9th Emirates International Peace Music Festival (두바이 American School  of Dubai Auditorium, Barsha, UAE)
- 찾아가는 콘서트 (Orange Valley 양로원, UAE)
- 싱가포르 뷰티플마인드 1주년 기념 자선콘서트 (SAS HS Auditorium, 싱가포르)
- 싱가포르 뷰티플마인드 1주년 기념 자선콘서트 (SOTA Concert Hall, 싱가포르)
- 싱가포르 한인 교회 예배 특순 (나눔과 섬김의 교회, 싱가포르)
- 밀알, 도르가 목회자 초청 음악회 (소망교회 선교관 2층, 한국)
- 홀로 사시는 어르신을 위한 어버이날 효사랑 큰 잔치 (세종문화회관 세종홀, 한국)
- 배일환교수와 이화첼리가 함께 하는 뷰티플 콘서트 (포스텍 대강당, 한국)
- 충무아트홀과 함께 하는 뷰티플마인드 뮤직 아카데미 콘서트 (충무아트홀 컨벤션센터, 한국)
- P4P와 뷰티플마인드가 함께 하는 제3회 평화기원콘서트 (PERIGEE홀, 한국)
- Peace&Friendly Countries Concert (International Mugham Center, 아제르바이잔)
- 찾아가는 콘서트 (바쿠 Unid yeri, 아제르바이잔)
- 국립소록도병원과 함께 하는 뷰티플 나눔 콘서트 (국립소록도병원, 한국)
- 순천시 장애인종합복지관과 함께 하는 뷰티플 나눔 콘서트 (순천시 장애인종합복지관, 한국)
- Beautiful Friends Concert (영락교회, 칠레)
- Beautiful Friends Concert (GAM문화센터, 칠레)
- Beautiful Friends Concert (소아병동, 칠레)
- Beautiful Friends Concert (Estacion, 칠레)
- 어린이날 기념 찾아가는 연주회 (Teleton, 우루과이)
- Beautiful Mind Beautiful Concert (우루과이 기업전시회, 우루과이)
- Beautiful Mind Beautiful Concert (우루과이 국립극장 Sodre Nelly, 우루과이)
- Beautiful Mind Beautiful Concert (몬테 장로 교회, 우루과이)
- Beautiful Mind Beautiful Concert (우루과이 San Jose, 우루과이)
- 대한민국 광복 68주년 뷰티플콘서트 (부에노스아이레스 신성교회 본당, 아르헨티나)
- Beautiful Concert in Beautiful Africa (스와질란드 기독대학 강당, 스와질란드)
- Beautiful Concert in Beautiful Africa (스와질란드 기독대학 야외, 스와질란드)
- Beautiful Concert in Beautiful Africa (스와질란드 Sibane Hotel, 스와질란드)
- Beautiful Concert in Beautiful Africa (스와질란드 Isidra Church, 스와질란드)
- Beautiful Concert in Beautiful Africa (모잠비크 소망고등학교, 모잠비크)
- Beautiful Concert in Beautiful Africa (모잠비크 대조제일초등학교, 모잠비크)
- Beautiful Concert in Beautiful Africa (남아공 컴패션 센터, 남아공)
- Beautiful Concert in Beautiful Africa (남아공 빈민촌, 남아공)
- 뷰티플마인드 뮤직아카데미 여름 음악캠프 (포천 아도니스 리조트, 한국)
- Charity Concert in Chengdu " Our city " (청두 사천성 체육관, 중국)
- KB금융그룹과 함께하는 Beautiful Mind Concert (이화여대 김영의홀, 한국)
- SFC와 함께 하는 Beautiful Mind Concert (SFC, 한국)
- GFC와 함께 하는 Beautiful Mind Concert (GFC, 한국)
- 제 1회 글로벌의료봉사 페스티벌 축하공연 (외한은행 본점 대강당, 한국)
- 2013 Beautiful Vision Concert (서울 워커힐 VISTA Hall, 한국)
- Beautiful Harmony Concert for Love&Peace 필리핀 태풍 하이옌 구호 자선 (마닐라 안티폴로 지역 APNTS, 필리핀)
- Beautiful Harmony Concert for Love&Peace 필리핀 태풍 하이옌 구호 자선 (마닐라 산타메사 CDP, 필리핀)

2012년
- 보건복지부 시무식 연주 (보건복지부 현대빌딩 지하2층 대강당, 한국)
- Beautiful Music, Beautiful Mind (양곤 국제학교, 미얀마)
- Beautiful Music, Beautiful Mind (양곤 국립 산업 협동 대학, 미얀마)
- Beautiful Music, Beautiful Mind (양곤 장애인 학교, 미얀마)
- Beautiful Music, Beautiful Mind (미얀마 국제학교, 미얀마)
- Beautiful Music, Beautiful Mind (National Theatre, Yangon, 미얀마)
- Pakistan with VCS, Beautiful Music, Beautiful Mind (라흐르 UHC병원, 파키스탄)
- Pakistan with VCS, Beautiful Music, Beautiful Mind (라흐르 UHC병원, 파키스탄)
- Pakistan with VCS, Beautiful Music, Beautiful Mind (라흐르 FC College, 파키스탄)
- Pakistan with VCS, Beautiful Music, Beautiful Mind (라흐르 외곽 페이슬라바드 남학교, 파키스탄)
- Pakistan with VCS, Beautiful Music, Beautiful Mind (라흐르 외곽 페이슬라바드 여학교, 파키스탄)
- Pakistan with VCS, Beautiful Music, Beautiful Mind (라흐르 요하나바드 학교, 파키스탄)
- Pakistan with VCS, Beautiful Music, Beautiful Mind (라흐르 UCH한인회 공연, 파키스탄)
- Beautiful Mind Concert for Oneness (자카르타 찌끼니 현지 종합병원 강당, 인도네시아)
- 인도네시아 자카르타 연합교회 초청 공연 (자카르타 Korean Union Church, 인도네시아)
- Beautiful Mind Concert for Oneness (자카르타 Usmar Ismail 공연장, 인도네시아)
- 땅그랑 초등학교 밀알(아버지 부재 아동들), 해당 초등학교 학생 및 현지인 초청 연주 (땅그랑 꿈나무 현지 초등학교, 인도네시아)
- 뷰티플마인드 설립 5주년 기념행사 (충무아트홀 컨벤션센터, 한국)
- 한-중 수교 20주년 기념 문화교류 음악회 (상해시 공상 외국어학교 대례당, 중국)
- 찾아가는 콘서트 (상해 경로원, 중국)
- 찾아가는 콘서트 (상해 온누리 교회, 중국)
- The 8th Emirates International Peace Music Festival (아부다비 Breakwater Auditorium, UAE)
- The 8th Emirates International Peace Music Festival (두바이 American School of Dubai Auditorium, UAE)
- The 8th Emirates International Peace Music Festival (두바이 Conference Center Auditorium, UAE)
- The 8th Emirates International Peace Music Festival (푸자이라 Cultural Center Auditorium, UAE)
- 찾아가는 콘서트 (요르단 Blue Bird, 요르단)
- The 8th Emirates International Peace Music Festival (사레야 Sharjah University, Al Zuhari Hall, 요르단)
- Beautiful Harmony Concert for Love&peace (암만 Columbia Global Center, 요르단)
- 찾아가는 콘서트 (요르단 Baptist School, 요르단)
- 찾아가는 콘서트 (요르단 Fine Art KOICA, 요르단)
- 찾아가는 콘서트 (요르단 자르카 장애아동센터, 요르단)
- 찾아가는 콘서트 (요르단 Blue Bird Abdaily Party, 요르단)
- 찾아가는 콘서트 (Patient Care Centre, 싱가포르)
- 찾아가는 콘서트 (Overseas Family School, 싱가포르)
- Beautiful Mind Beautiful Concert (SOTA Concert Hall, 싱가포르)
- 찾아가는 콘서트 (나눔과 섬김의 교회, 싱가포르)
- 청와대 - 대통령자문위원회 한마당 행사 (청와대 녹지원, 한국)
- Beautiful Mind Beautiful Concert (러시아 국립 예술 아카데미, 러시아)
- Beautiful Mind Beautiful Concert (러시아 푸쉬킨 극장, 러시아)
- Beautiful Mind Beautiful Concert (러시아 세단카의 집(양로원), 러시아)
- Beautiful Mind Beautiful Concert (러시아 동부교회, 러시아)
- KOAP Concert (광장동 KOAP HALL, 한국)
- 충무아트홀과 함께 하는 Beautiful Mind Music Academy Concert (충무아트홀 중극장 블랙, 한국)
- KB금융그룹과 함께 하는 Beautiful Mind Concert (영산아트홀, 한국)
- 한국=에콰도르 수교 50주년 기념 콘서트 (Fundacion Edger Palacious-SINAMUNE, 에콰도르)
- 한국=에콰도르 수교 50주년 기념 Beautiful Friends Concert (Teatro Nacionnal de le casa de le Cultura, 에콰도르)
- 한국-파나마 수교 50주년 기념 콘서트 (Teatro Nacionnal , 파나마)
- 한국-파나마 수교 50주년 기념 미니콘서트 (파나마 CASPAN, 파나마)
- 한국-파나마 수교 50주년 기념 콘서트(협연) (Teatro Nacionnal, 파나마)
- 2012 Beautiful Dream Concert (고양아람누리 아람음악당, 한국)
- 뷰티플마인드 아카데미 미니 콘서트 (연천 허브 빌리지 올리브홀, 한국)
- 2012 런던 패럴림픽 축하공연 (London University, 영국)
- 2013 런던 패럴림픽 축하공연 (런던 킹스턴대 쿰허스트 스튜디오, 영국)
- 2014 런던 패럴림픽 축하공연 (리차드 챌로너, 영국)
- 2015 런던 패럴림픽 축하공연(교회 특순) (윔블던 아름다운 교회, 영국)
- Beautiful Concert for Global Children (Korean International School 강당, 홍콩)
- Beautiful global Children Foundation Gala Concert (홍콩 GCF, 홍콩)
- 홍콩 이주노동자들을 위한 뷰티플콘서트 (홍콩 중앙 교회 청킹맨션, 홍콩)
- 뷰티플마인드 미니콘서트 (디큐브시티 호텔 7층 Calla Room, 한국)
- 가을음악회 '10월의 어느 멋진 날에' (소망교회 선교관 2층, 한국)
- 아-태 지역 국제사회 보장협회 포럼 연주 (쉐라톤 그랜드 워커힐 호텔, 무궁화홀, 한국)
- 2012 Beautiful Vision Concert (서울 워커힐 VISTA Hall, 한국)

2011년
- Beautiful Mind, Beautiful Concert (프놈펜) (Ewha Sarang School (Kampong Speu Province), 캄보디아)
- Beautiful Mind, Beautiful Concert (프놈펜) (National Institute of Education, 캄보디아)
- Beautiful Mind, Beautiful Concert (프놈펜) (빈민촌 Hope School, 캄보디아)
- Beautiful Mind, Beautiful Concert (프놈펜) (Logos International Institute of Cambodia, 캄보디아)
- Beautiful Mind, Beautiful Concert (프놈펜) (National Polytechnic Institute of Cambodia, 캄보디아)
- 국가브랜드위원회 주한외교단 신년 만찬 공연 (한국 가구 박물관, 한국)
- Beautiful Harmony Concert for Love&Peace (한국대사관저(Rishpon), 이스라엘)
- Beautiful Harmony Concert for Love&Peace (Beit Halochem(예루살렘), 이스라엘)
- Beautiful Harmony Concert for Love&Peace (Friends Boys School, Ramallah, 팔레스타인)
- 미스월드코리아 출범식 기념 연주 (그랜드 하얏트 그랜드 볼룸, 한국)
- PIC KOREA 20주년 기념 행사 연주 (한국 가구 박물관, 한국)
- Kazakhstan-Korea Night Beautiful Mind Concert (Rixos Hotel  그랜드볼룸, 카자흐스탄)
- 카자흐스탄 Number.8 고아원 봉사연주 (알마티 Number.8 고아원, 카자흐스탄)
- 카자흐스탄 Zhanuya 봉사연주 (Special Center "Zhanuya", 카자흐스탄)
- 뷰티플마인드 뮤직아카데미 여름음악캠프 (연천 허브 빌리지, 한국)
- 스리랑카 콜롬보 Temple Tree Concert (Presidential office, 스리랑카)
- 스리랑카 콜롬보 고아원 방문 미니콘서트 (스리랑카 콜롬보 고아원, 스리랑카)
- 스리랑카 콜롬보 VIP Concert (Galle Face Hotel, 스리랑카)
- 한-스리랑카 문화 교류 및 전쟁 고아를 위한 사랑 나눔 콘서트 (Waters Edge, 스리랑카)
- 알제리 Beautiful Mind Concert (알제 Ibn Zeydoun 극장, 알제리)
- 스페인 Beautiful Mind Concert (마드리드 주 페인한국문화원 다목적홀, 스페인)
- 모로코 Beautiful Mind Concert (라바트 모하메드5세 국립극장, 모로코)
- 모로코 Beautiful Mind Concert (메르네스 축제 극장, 모로코)
- 국군교향악단 초청 연주회 탈북 청소년 돕기 Beautiful Dream Concert (고양아람누리 아람음악당, 한국)
- 네팔 해외봉사 Beautiful Music, Beautiful Mind (네팔 카트만두 밀알학교, 네팔)
- 네팔 해외봉사 Beautiful Music, Beautiful Mind (네팔 카트만두 장로회 신학대학, 네팔)
- 네팔 해외봉사 Beautiful Music, Beautiful Mind (네팔 카트만두 조이하우스, 네팔)
- 네팔 해외봉사 Beautiful Music, Beautiful Mind (네팔 카트만두 SOS마을, 네팔)
- 네팔 해외봉사 Beautiful Music, Beautiful Mind (네팔 카트만두 리빙스톤, 네팔)
- 뷰티플 마인드 동일본 대지진 돕기 자선 콘서트 (이시노마키 쓰나미 피해지역, 일본)
- 뷰티플 마인드 동일본 대지진 돕기 자선 콘서트 (이시노마키 쓰나미 피해지역 가설 주택, 일본)
- 뷰티플 마인드 동일본 대지진 돕기 자선 콘서트 (센다이 문화예술센터 콘서트홀, 일본)
- 뷰티플 마인드 동일본 대지진 돕기 자선 콘서트 (센다이 쓰나미 피해지역 베이스캠프 창고, 일본)
- 외교통상부 '한낮의 문화산책' 서울 맹학교와 함께 하는 Beautiful Music Beautiful Mind (외교통상부 2층 대강당, 한국)
- 한중정책포럼 09월 포럼 문화예술의 힘 - 민간외교 및 자선활동을 중심으로 (프레지던트 호텔 31층 모차르트홀, 한국)
- 중동 순회연주, 장애우, 소외계층 초청 Beautiful Harmony Concert for Love&Peace (도하 현지 문화촌, 카타르)
- 중동 순회연주, 장애우, 소외계층 초청 Beautiful Harmony Concert for Love&Peace (도하 현지 문화촌, 카타르)
- 중동순회연주 (무스카트 Sultan Qaboos University, 오만)
- 중동순회연주 (무스카트 Khod Rehabilitation Center, 오만)
- 중동순회연주-오만 국경일 행사 공연 (오만)
- 쿠웨이트 문화청 초청공연 (Abdul Aziz Hussein극장, 쿠웨이트)
- 중동순회연주-두바이 국경일 행사 (두바이, UAE)
- 중동순회연주 (Al Noor Center, Dubai, UAE)
- 중동순회연주 (아부다비, UAE)
- 중동순회연주 (UAE 아부다비 자이드 대학, UAE)
- 배성연 피아노 독주회 "꿈" (모차르트홀, 한국)
- GFC와 함께 하는 Beautiful Gift Concert (GFC, 한국)
- 2011 Beautiful Vision Concert (서울 워커힐 VISTA 홀, 한국)
- 주한외신기자클럽(SFCC) 송년 자선의 밤 (플라자호텔 그랜드 볼룸, 한국)
- 뷰티플마인드 뮤직아카데미 대만 에덴사회복지기금 초청 자선연주회 (타이베이, 대만)
- 뷰티플마인드 뮤직 아카데미 초청공연 (Grace Baptist Hall, 대만)
- 뷰티플마인드 뮤직아카데미 대만 에덴사회복지기금 초청 자선연주회 (기릉지역 시각장애인센터, 대만)
- 뷰티플마인드 뮤직아카데미 대만 에덴사회복지기금 초청 자선연주회 (회은당, 대만)
- 아름다운 가게> 초청 "나눔 씨앗 리더쉽 캠프" (사이판 PIC, 사이판)

2010년
- 뷰티플마인드-KBS 관현악단과 함께 하는 제 15회 사랑의 달팽이 정기 연주회 (장천 아트홀, 한국)
- Beautiful Mind Beautiful World (Korean Union Church Promise Hall 2F, 태국)
- Beautiful Mind Beautiful World (유엔 나이로비 사무국 컨퍼런스룸, 태국)
- 뷰티플마인드 3주년 기념 행사 (삼성동 코엑스 컨벤션센터홀 E, 한국)
- 국제연대 2010 8회 연합총회 회의 기념 공연 (바탐, 인도네시아)
- The 19th Korean-American Friendship Concert (국립중앙박물관 극장 용, 한국)
- Beautiful Harmony Concert (청와대 영빈관 1층, 한국)
- GFC와 함께하는 Beautiful  Concert (GFC 2층 분수광장, 한국)
- 6.25 60주년 기념 참전국 순회 Beautiful Mind, Beautiful World (아디스아바바 쉐라튼 호텔, 에티오피아)
- Beautiful Mind Beautiful World (아프리카 연합본부 Plenary홀, 에티오피아)
- 에티오피아 미니콘서트 공연 (아디스아바바 고아원, 에티오피아)
- 한인교회 예배연주(윤상철선생님) (아디스아바바 한인교회, 에티오피아)
- 터키-이스탄불 총영사관 관저 연주 (이스탄불 총영사관 관저, 에티오피아)
- 6.25 60주년 기념 참전국 순회 Beautiful Mind, Beautiful World (이스탄불 구청회관, 에티오피아)
- 6.25 60주년 기념 참전국 순회 Beautiful Mind, Beautiful World (터키대사관, 앙카라 시청, 에티오피아)
- 6.25 60주년 기념 참전용사 위로 오찬 공연 (앙카타 가지 국방호텔, 터키)
- 6.25 60주년 기념 참전용사 위로 공연 (Officers' club 1F, 그리스)
- 그리스 미니콘서트 (아이들의 미소 고아원, 그리스)
- 그리스 한인교회 연주 (그리스 한인교회, 그리스)
- 뷰티플마인드 뮤직아카데미 미니 콘서트 (충무아트홀 컨벤션센터, 한국)
- 60주년 기념 뷰티플 월드 콘서트 (괌)
- 러시아 찾아가는 콘서트 (모스크바 24번 요양소, 러시아)
- 한-러수교 20주년 기념 연주회 Beautiful Friends concert (모스크바 돔 콤포지토르 볼쇼이 콘서트홀, 러시아)
- 한-러수교 20주년 기념 연주회 Beautiful Friends concert (상트페테르부르크 에르미타주 박물관 황실극장, 러시아)
- 러시아 찾아가는 콘서트 (러시아 상트584학교, 러시아)
- 탈북 청소년 지원 기금 마련을 위한 Beautiful Dream Concert (고려대 인촌기념관, 한국)
- 포스텍 문화공연 Beautiful Mind, Beautiful World (포항공대 대강당, 한국)
- 말레이시아 국제학교 연주회 (쿠알라룸푸르 국제학교(ISKL), 말레이시아)
- 한-말레이시아 수교 50주년 기념 행사 앙상블 미니콘서트 (로얄 출란 호텔 그랜드 블룸, 말레이시아)
- 한-라오스 수교 15주년 기념 행사 Beautiful Friends Concert (Lao National Culture Hall, 라오스)
- 라오스 소외계층 공연 (SOS Children's Village, 라오스)
- Beautiful Mind, Beautiful World (Tan Tock Seng 병원 극장, 싱가포르)
- 2010 Beautiful Mind, Beautiful Music 코리안페스티벌 연계 국경일페스티벌 리셉션연주 (싱가포르 아트하우스, 싱가포르)
- Beautiful Mind, Beautiful World (Bethany Methodist Nursing Home, 싱가포르)
- 싱가포르 공연 봉사연주 (마약중독자 재활원 Breakthrough, 싱가포르)
- 2010 Beautiful Vision Concert (서울 워커힐 VISTA 홀, 한국)

2009년
- VCS와 함께 하는 방글라데시 봉사활동 및 음악회 (방글라데시 글샨 클럽 및 다카 한인교회, 방글라데시)
- VCS와 함께 하는 네팔 봉사활동 및 음악회 (카트만두 고아원 Joy House, 네팔)
- VCS와 함께 하는 네팔 봉사활동 및 음악회 (야크&예띠 호텔 리갑홀, 네팔)
- VCS와 함께 하는 네팔 봉사활동 및 음악회 (카트만두 크리스찬 리빙스톤 아카데미, 네팔)
- 뷰티플마인드 2주년 기념행사 (학동사거리 파머스 베니건스 4F, 한국)
- 지역사회와 함께 하는 일본 지적 장애인 '챤챤극단' 초청공연 (안양문예회관 평촌아트홀, 한국)
- 러시아 Step Toward 초청 공연 (상트페테르부르크 그랜드 필하모닉홀, 러시아)
- 러시아 연주회 (상트페테르부르크 한인교회, 러시아)
- 러시아 연주회 (상트페테르부르크 국제교류재단, 러시아)
- 러시아 Step Toward 초청 공연 (러시아)
- 러시아 연주회 (상트페테르부르크 장애아동학교584, 러시아)
- Beautiful Children Concert (마닐라 CCP, 필리핀)
- 제 18회 한미 친선 음악회 (국립중앙박물관 극장 용, 한국)
- GFC와 함께하는 Beautiful Mind Concert (GFC 2층 분수광장, 한국)
- SFC와 함께 하는 Beautiful Mind Concert (서울파이낸스센터, 한국)
- 몽골 연주회 한인교회 수요예배 특주 (울란바토르한인교회, 몽골)
- 몽골연주회 Beautiful Vision Concert (울란바토르한인교회, 몽골)
- 몽골 연주회 (울란바토르 밝은미래학교, 몽골)
- 탈북청소년 지원 기금 마련을 위한 Beautiful Dream Concert (이화여대 ECC삼성아트홀, 한국)
- 주 제네바 UN사무처 및 국제기구 대한민국 대표 공관 설립 50주년 기념공연 (스위스 제네바 국제연합 유럽본부 Hall XIV, 스위스)
- 폴란드 수교 20주년 기념 공연 (폴란드 바르샤바 국립 필하모닉 소공연장, 폴란드)
- 폴란드 연주회 (MSWIA 폴란드 바르샤바 내무부 산하 종합병원, 폴란드)
- 주제와 변주 (서정실 기타 솔로) (금호아트홀, 한국)
- 제 7회 한미 친선의 밤 (하야트 그랜드볼룸, 한국)
- American Woman's Club 자선행사 뮤직아카데미 연주 (그랜드 앰버서더 호텔, 한국)
- 2009 Beautiful Vision Concert (서울워커힐 VISTA홀, 한국)
- GFC와 함께하는 Beautiful Mind Concert (GFC 1층 로비, 한국)
- SFC와 함께 하는 Beautiful Mind Concert (SFC 1층 로비, 한국)
- 하트 시각장애인 체임버 오케스트라 크리스마스 특별 기획 연주회 (세종 체임버홀, 한국)
- 중국 사천지역 뷰티플마인드 콘서트 (사천 뚜장연중학교, 중국)

2008년
- 뷰티플마인드 1주년 기념행사 (한국프레스센터 20F 프레스클럽, 한국)
- Beautiful Friends Concert (일본)
- GFC와 함께하는 Beautiful Mind Concert (GFC 2층 분수광장, 한국)
- Beautiful Mind Concert in Handong University (한동대학교 호암 채플실, 한국)
- 배일환 첼로 독주회 Tango Meets Jazz (이화여대 김영의홀, 한국)
- 반기문 UN사무총장 고국방문기념 연주회 (외교통상부 장관 공관, 한국)
- Beautiful Dream Concert (고려대 인촌기념관, 한국)
- 베이징패럴림픽 코리아하우스 개관 연주 (베이징 문진 국제 호텔, 중국)
- Beautiful Mind, Beautiful World (홍콩시티홀 콘서트홀, 홍콩)
- 미국 투어 콘서트 Beautiful Mind, Beautiful World (LA, 미국)
- 미국 투어 콘서트 Beautiful Mind, Beautiful World (산 호세, 미국)
- 미국 투어 콘서트 Beautiful Mind, Beautiful World (워싱턴, 미국)
- 미국 투어 콘서트 Beautiful Mind, Beautiful World (볼티모어, 미국)
- 미국 투어 콘서트 Beautiful Mind, Beautiful World (시카고, 미국)
- 외교통상부 주한대사 배우자 초청 연주회 (외교통상부 장관 관저외교통상부 장관 관저, 한국)
- 2008 Beautiful Vision Concert (서울 워커힐 VISTA홀, 한국)

2007년
- 스위스 관광의 밤 하우스콘서트 (주한스위스대사관저, 스위스)
- 가족을 위한 클래식 콘서트 (파주 해이리 출판문화단지, 한국)
- CiCi CQ Forum 파나마 대사 초청 디너콘서트 (서울클럽, 한국)
- 이화첼리의 뷰티플마인드 (삼성 미술관 리움, 한국)
- 미국 뷰티플마인드 연주회 (Palo Alto Comerstone Church, 미국)
- 홍콩 Beautiful Cross Concert (홍콩시티홀 콘서트홀, 홍콩)
- 이화첼리와 함께 하는 뷰티플 콘서트 (모차르트홀, 한국)
- 미국 뷰티플마인드 공연 (산 호세 가톨릭처치 연주회, 미국)
- 제 16회 콘서트월드 괌 뮤직 페스티벌 (Guam Leo Palace Auditorium, 미국)
- 통일꿈나무 육성 기금마련을 위한 Beautiful Dream Concert (이화여대 김영의홀, 한국)
- Beautiful Mind Concert (산 호세, 미국)
- Beautiful Friends Concert (Cultural Friendship Palace, 베트남)
- Beautiful Mind Ensemble Concert (산 호세, 미국)
- Beautiful Vision Concert (워커힐 무궁화홀, 한국)

2006년
- Beautiful Gala Concert (Dinkelspiel Auditorium Stanford University 및 5개 지역, 미국)
- Beautiful Cross Beautiful Concert (홍콩시티홀, 홍콩)
- Beautiful Mind Beautiful Concert (워커힐VISTA홀, 한국)

## 뷰티플마인드
- 뷰앙상블
- 뷰티플마인드 오케스트라